# ميلاني بودمير
ميلاني بودمير (بالإنجليزية: Melanie Buddemeyer)‏ (1966-) هي سباحة أميركية متقاعدة، فازت بالميدالية البرونزية في سباق 100م فراشة في بطولة العالم للرياضات المائية عام 1982.